# Sólymos László
Sólymos László (Pozsony, 1968. november 16. –) szlovákiai magyar politikus, a Most–Híd párt elnöke.
Politikai pályáját a Magyar Koalíció Pártjában kezdte. 2009-ben elhagyta a pártot, hogy Bugár Bélával együtt megalapítsa a Most–Hídat, amelynek alelnöke lett. 2020 májusában megválasztották a Most–Híd elnökének a lemondott Bugár Béla utódjául.
2010–2020 között a szlovák parlament tagja. Szlovákia környezetvédelmi minisztere volt 2016. március 23. és 2020. január 28. között.